# Ahmed Balafrej

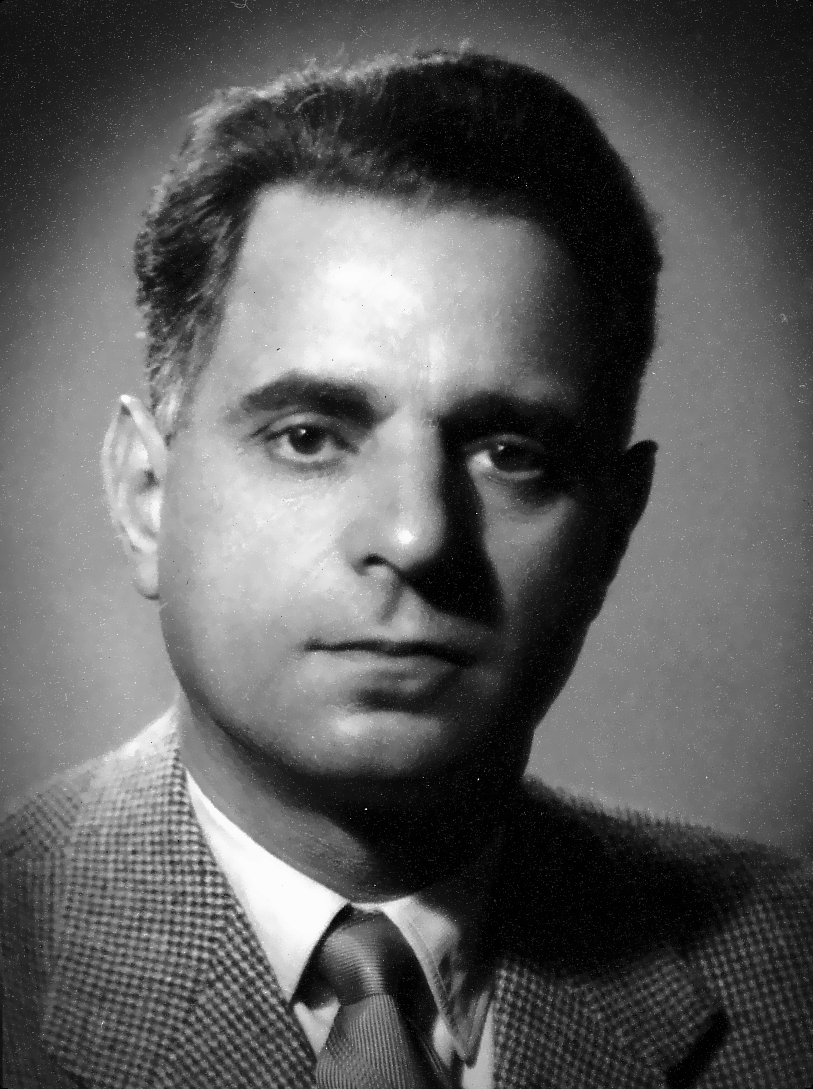
Ahmed Balafrej

Ahmed Balafrej (arabisch أحمد بلافريج, DMG Aḥmad Balafrīǧ; * 5. September 1908 in Rabat, Marokko; † 14. April 1990 ebenda) war Premierminister von Marokko.
Balafrej war vom 12. Mai 1958 bis zum 16. Dezember 1958 Premierminister von Marokko. Zuvor war er von 1956 bis 1958 Außenminister des Landes, eine zweite Amtszeit als Außenminister hatte er von 1961 bis 1963.
| Personendaten    | Personendaten                                            |
| ---------------- | -------------------------------------------------------- |
| NAME             | Balafrej, Ahmed                                          |
| ALTERNATIVNAMEN  | أحمد بلافريج (arabisch)                                  |
| KURZBESCHREIBUNG | marokkanischer Politiker und Premierminister von Marokko |
| GEBURTSDATUM     | 5. September 1908                                        |
| GEBURTSORT       | Rabat                                                    |
| STERBEDATUM      | 14. April 1990                                           |
| STERBEORT        | Rabat                                                    |